# Перново (Словенія)
Перново (словен. Pernovo) — поселення в общині Жалець, Савинський регіон, Словенія. 
Висота над рівнем моря: 276,8 м.